# Região Censitária de Yukon-Koyukuk
A Região Censitária de Yukon-Koyukuk ou de Iucão-Koyukuk é uma das 11 regiões localizada no estado americano do Alasca que faz parte do Distrito não-organizado, portanto não possui o poder de fornecer certos serviços públicos aos seus habitantes, que são fornecidos por distritos organizados e por condados. Como tal, não possui sede de distrito. Possui uma área de 377 878 km², uma população de 6 551 habitantes e uma densidade demográfica de menos de 0,02 hab/km². É a maior região censitária do Alasca. Sua maiores comunidades são Galena e Fort Yukon.